# Tony Chapron
Tony Chapron (Flers, 1972. április 23. –) francia nemzetközi labdarúgó-játékvezető. Polgári foglalkozása 2009-től a sportszociológia professzora, hivatásos bíró.

## Pályafutása

### Nemzeti játékvezetés
A játékvezetői vizsgát 1988-ban tette le, majd a területi labdarúgó bajnokságban kezdte szolgálatát. Nemzeti labdarúgó-szövetségének megfelelő játékvezető bizottságai minősítése alapján jutott magasabb osztályokba. 1996-ban minősítették országos bírónak, a Division 3, majd 2001-ben a Ligue 2, ezt követve 2004-ben lett a Ligue 1 játékvezetője. A küldési gyakorlat szerint rendszeres 4. bírói szolgálatot is végez.

#### Nemzeti kupamérkőzések
Vezetett kupadöntők száma: 1.

##### Francia labdarúgókupa
| Időpont        | Helyszín                     | Mérkőzés típusa | Mérkőzés                              | Eredmény | Nézők száma |
| -------------- | ---------------------------- | --------------- | ------------------------------------- | -------- | ----------- |
| 2014. május 3. | Stade de France, Saint-Denis | döntő           | Stade Rennais FC–En Avant de Guingamp | 0 – 2    | 80 000      |

### Nemzetközi játékvezetés
A Francia labdarúgó-szövetség (FFF) Játékvezető Bizottsága (JB) terjesztette fel nemzetközi játékvezetőnek, a Nemzetközi Labdarúgó-szövetség (FIFA) 2007-től tartja nyilván bírói keretében. A FIFA JB központi nyelvei közül a angolt és a spanyolt beszéli. Az UEFA JB besorolása szerint 2012-től az elit kategóriába tartozik. Több nemzetek közötti válogatott, valamint Európa-liga és UEFA-bajnokok ligája klubmérkőzést vezetett, vagy működő társának 4. bíróként segített. A francia nemzetközi játékvezetők rangsorában, a világbajnokság-Európa-bajnokság sorrendjében többedmagával a 19. helyet foglalja el 6 találkozó szolgálatával. Válogatott mérkőzéseinek száma: 8 (2014. október 14.).

#### Labdarúgó-világbajnokság

##### U17-es labdarúgó-világbajnokság
Mexikó rendezte a 14., a 2011-es U17-es labdarúgó-világbajnokságot, ahol a FIFA JB bíróként alkalmazta.

###### 2011-es U17-es labdarúgó-világbajnokság
| Időpont          | Helyszín                 | Mérkőzés típusa              | Mérkőzés      | Eredmény | Nézők száma |
| ---------------- | ------------------------ | ---------------------------- | ------------- | -------- | ----------- |
| 2011. június 21. | Estadio Morelos, Morelia | csoportmérkőzés (A. csoport) | Mexikó–Kongó  | 2 – 1    | 5710        |
| 2011. június 25. | Estadio Hidalgo, Pachuca | csoportmérkőzés (C. csoport) | Kanada–Ruanda | 0 – 0    | 5803        |

---
A világbajnoki döntőkhöz vezető úton Dél-Afrikába a XIX., a 2010-es labdarúgó-világbajnokságra valamint Brazíliába a XX., a 2014-es labdarúgó-világbajnokságra a FIFA JB játékvezetőként alkalmazta. Selejtező mérkőzéseket az UEFA zónában vezetett.

##### 2010-es labdarúgó-világbajnokság

###### Selejtező mérkőzés
| Időpont              | Helyszín             | Mérkőzés típusa           | Mérkőzés               | Eredmény | Nézők száma |
| -------------------- | -------------------- | ------------------------- | ---------------------- | -------- | ----------- |
| 2008. szeptember 10. | Skonto Stadion, Riga | előselejtező (2. csoport) | Lettország–Görögország | 0 – 2    | 8600        |

##### 2014-es labdarúgó-világbajnokság

###### Selejtező mérkőzés
| Időpont           | Helyszín                | Mérkőzés típusa           | Mérkőzés       | Eredmény | Nézők száma |
| ----------------- | ----------------------- | ------------------------- | -------------- | -------- | ----------- |
| 2012. október 12. | Nemzeti Stadion, Szófia | előselejtező (B. csoport) | Bulgária–Dánia | 1 – 1    | 20 780      |

#### Labdarúgó-Európa-bajnokság

##### U21-es labdarúgó-Európa-bajnokság
Svédország rendezte a 17., a 2009-es U21-es labdarúgó-Európa-bajnokságot, ahol a FIFA/UEFA JB hivatalnoki szolgálatra vette igénybe.

###### 2009-es U21-es labdarúgó-Európa-bajnokság
| Időpont          | Helyszín                       | Mérkőzés típusa              | Mérkőzés                  | Eredmény | Nézők száma |
| ---------------- | ------------------------------ | ---------------------------- | ------------------------- | -------- | ----------- |
| 2009. július 15. | Gamla Ullevi Stadion, Göteborg | csoportmérkőzés (B. csoport) | Spanyolország–Németország | 0 – 0    | 15 827      |
| 2009. július 19. | Olimpiai Stadion, Helsingborg  | csoportmérkőzés (A. csoport) | Svédország–Olaszország    | 1 – 2    | 11 618      |

---
Az európai labdarúgó torna döntőjéhez vezető úton Ukrajnába és Lengyelországba a XIV., a 2012-es labdarúgó-Európa-bajnokságra illetve Franciaországba a XV., a 2016-os labdarúgó-Európa-bajnokságra az UEFA JB játékvezetőként foglalkoztatta.

##### 2012-es labdarúgó-Európa-bajnokság

###### Selejtező mérkőzés
| Időpont             | Helyszín                  | Mérkőzés típusa           | Mérkőzés                   | Eredmény | Nézők száma |
| ------------------- | ------------------------- | ------------------------- | -------------------------- | -------- | ----------- |
| 2010. október 8.    | Windsor Park, Belfast     | előselejtező (C. csoport) | Észak-Írország–Olaszország | 0 – 0    | 15 200      |
| 2011. szeptember 2. | Nemzeti Stadion, Ta’ Qali | előselejtező (F. csoport) | Málta–Horvátország         | 1 – 3    | 61 500      |
| 2011. október 11.   | Philip II Arena, Szkopje  | előselejtező (B. csoport) | Macedónia–Szlovákia        | 1 – 1    | 4100        |

##### 2016-os labdarúgó-Európa-bajnokság

###### Selejtező mérkőzés
| Időpont           | Helyszín                     | Mérkőzés típusa          | Mérkőzés         | Eredmény | Nézők száma |
| ----------------- | ---------------------------- | ------------------------ | ---------------- | -------- | ----------- |
| 2014. október 14. | Olimpiai Stadion, Serravalle | előselejtező (E csoport) | San Marino–Svájc | 0 – 4    | 5700        |